# Archie Brown
Archibald Norman Brown, detto Archie (Birmingham, 28 maggio 2002), è un calciatore inglese, difensore del Fenerbahçe.

## Carriera

### Club
Cresciuto nel settore giovanile del Derby County, il 21 giugno 2021 si trasferisce al Losanna, con cui firma un contratto pluriennale. L'11 agosto 2023 viene acquistato dal Gent, con cui si lega fino al 2027.
Il 12 Luglio 2025, viene annunciato il tesseramento da parte del Fenerbahçe Spor Kulübü, con cui firma un contratto valido fino al 30 giugno 2028 con opzione per un ulteriore anno

### Nazionale
Ha giocato nella nazionale inglese Under-20.

## Statistiche

### Presenze e reti nei club
Statistiche aggiornate al 4 novembre 2023.
| Stagione        | Squadra         | Campionato      | Campionato | Campionato | Coppe nazionali | Coppe nazionali | Coppe nazionali | Coppe continentali | Coppe continentali | Coppe continentali | Altre coppe | Altre coppe | Altre coppe | Totale | Totale | Totale |
| Stagione        | Squadra         | Comp            | Pres       | Reti       | Comp            | Pres            | Reti            | Comp               | Pres               | Reti               | Comp        | Pres        | Reti        | Pres   | Reti   |        |
| --------------- | --------------- | --------------- | ---------- | ---------- | --------------- | --------------- | --------------- | ------------------ | ------------------ | ------------------ | ----------- | ----------- | ----------- | ------ | ------ | ------ |
| 2021-2022       | Losanna         | SL              | 4          | 0          | CS              | 0               | 0               | -                  | -                  | -                  | -           | -           | -           | 4      | 0      |        |
| 2022-2023       | Losanna         | CL              | 34         | 5          | CS              | 2               | 0               | -                  | -                  | -                  | -           | -           | -           | 36     | 5      |        |
| lug.-ago. 2023  | Losanna         | SL              | 3          | 0          | CS              | 0               | 0               | -                  | -                  | -                  | -           | -           | -           | 3      | 0      |        |
| Totale Losanna  | Totale Losanna  | Totale Losanna  | 41         | 5          |                 | 2               | 0               |                    | -                  | -                  |             | -           | -           | 43     | 5      |        |
| ago. 2023-2024  | Gent            | D1              | 31         | 0          | CB              | 2               | 0               | UECL               | 8                  | 0                  | -           | -           | -           | 41     | 0      |        |
| 2024-2025       | Gent            | D1              | 32         | 1          | CB              | 0               | 0               | UECL               | 14                 | 2                  | -           | -           | -           | 46     | 3      |        |
| Totale Gent     | Totale Gent     | Totale Gent     | 63         | 1          |                 | 2               | 0               |                    | 22                 | 2                  |             | -           | -           | 87     | 3      |        |
| 2025-2026       | Fenerbahçe      | SL              | 0          | 0          | TK              | 0               | 0               | UCL                | 2                  | 1                  | ST          | 0           | 0           | 2      | 1      |        |
| Totale carriera | Totale carriera | Totale carriera | 104        | 6          |                 | 4               | 0               |                    | 24                 | 3                  |             | -           | -           | 132    | 9      |        |